# Letzte Grüße von Onkel Joe
Letzte Grüße von Onkel Joe (Originaltitel: The Wrong Box) ist eine hochrangig besetzte, 1965 entstandene, britische Komödie von Bryan Forbes mit John Mills, Ralph Richardson und Michael Caine in den Hauptrollen. In etwas kleineren Rollen sind die britischen Komiker Peter Cook, Dudley Moore und Peter Sellers zu sehen. Die Geschichte basiert auf dem Roman The Wrong Box (1889) von Robert Louis Stevenson und Lloyd Osbourne.

## Handlung
England im frühen 19. Jahrhundert. Ein Anwalt erklärt mehreren Jungen, dass eine Form von Tontine organisiert wurde: Für jedes Kind wurden 1.000 £ investiert (insgesamt 20.000 £), aber nur der letzte Überlebende erhält das gesamte Kapital und die mit der Investition verdienten Zinsen. 63 Jahre später sind die greisen Brüder Masterman und Joseph Finsbury, die im mittlerweile viktorianischen London Tür an Tür wohnen, die letzten überlebenden Mitglieder der Tontine. Masterman wird von seinem ziemlich unfähigen Enkel Michael Finsbury, einem Medizinstudenten, betreut, und obwohl Masterman seit vielen Jahren nicht mehr mit seinem von ihm verachteten Bruder gesprochen hat, schickt er Michael nach nebenan, um Joseph zu sich zu rufen. Michael wird von Julia, Josephs Enkelin, begrüßt. Sie erklärt, dass Joseph derzeit mit ihren Cousins in Bournemouth weilt. Währenddessen erhalten Julias Cousins, Morris und John, ein Telegramm von Michael in ihrer Pension in Bournemouth, in dem steht, dass Masterman im Sterben liegen würde.
Auf der Zugfahrt heim nach London entkommt Joseph den als Aufpasser fungierenden Enkelkindern, steigt in ein anderes Abteil und langweilt den einzigen weiteren Fahrgast mit Ausführungen zum Thema Stricken. Joseph geht, um eine Zigarette zu rauchen, und lässt seinen Mantel zurück, den der Fahrgast, der berüchtigte „Bournemouth-Würger“, anzieht. Der Zug kollidiert bald darauf mit einem anderen Schienenfahrzeug. Morris und John finden einen verstümmelten Körper, der den Mantel ihres Onkels trägt, und nehmen an, dass es sich bei der Leiche um den titelgebenden Onkel Joe handelt. Um ihre Interessen an der Tontine zu wahren, verstecken sie die Leiche im Wald. Morris fordert John auf, die Leiche auszubuddeln und nach London zu verbringen. Währenddessen entfernt sich der quicklebendige echte Joseph vom Unfallort. In London erhält Michael ein Telegramm, in dem ihm mitgeteilt wird, dass er eine Kiste mit einer Statue zu erwarten habe. Morris taucht bei Masterman Finsbury auf und verwechselt den ältlichen Butler Peacock mit Masterman.
Morris versucht, die angebliche Leiche Onkel Joes lange genug zu verstecken und zwar so lange, bis Masterman stirbt, um dann zu behaupten, Joseph sei an einem Herzinfarkt gestorben, als dieser die Nachricht vom Tod des verhassten Bruders hörte. Morris und John planen, die Leiche zu Josephs Haus in London zu bringen, wo Julia lebt. John packt die Leiche in ein großes Fass. Derweil macht sich Joseph allein auf den Weg nach London und besucht seinen Bruder. Masterman unternimmt mehrere kläglich scheiternde Versuche, seinen Bruder umzubringen, wobei Joseph dies nicht einmal bemerkt. Sie trennen sich nach einem Streit, und als er Mastermans Haus verlässt, wird das Fass mit der falschen Leiche versehentlich Mastermans Haus zugestellt. Auch Michaels erwartete Postsendung mit der Statue wird zugestellt, doch auch hier am falschen Ort, nämlich bei der Adresse von Onkel Joe. Cousine Julia nimmt das „Paket“ in Empfang im Glauben, dass es sich um eine von ihr erwartete Lieferung handele. Morris, der bei Josephs Heim ankommt, sieht einen Lieferwagen, der gerade abfährt, und nimmt an, dass die Leiche seines Onkels gerade geliefert wurde. Morris geht zum zauseligen Arzt Dr. Pratt, um von diesem eine Blanko-Sterbeurkunde zu erhalten.
Michael hilft den Lieferanten, die Kiste in Josephs Haus zu bringen. Michael und Julia entdecken ihre Leidenschaft füreinander und Cousin und Cousine küssen sich. Michael schreckt auf einmal wegen der nahen Blutsbande zurück, bis beide feststellen, dass sie beide lediglich adoptierte Finsburys sind, somit nicht blutsverwandt. Michael entdeckt wenig später die Leiche im Fass und nimmt an, nachdem er von Butler Peacock vom Zoff zwischen Masterman und Joseph erfahren hat, an, dass sein „Großvater“ seinen Bruder getötet hat. Als Julia mit etwas Brühe für Masterman ankommt, versteckt Michael die Leiche in einem Klavier. In dieser Nacht heuert Michael „Bestatter“ an, um die Leiche in die Themse zu werfen, aber als sie ankommen, ist Masterman gerade die Treppe hinuntergefallen, also nehmen sie seinen bewusstlosen Körper. Als Morris dies sieht, geht er frohen Mutes davon aus, dass Masterman nun endlich gestorben ist und demnächst reichlich Bargeld lacht.
Morris und John machen sich auf den Weg, um die Tontine zu beanspruchen, und zeigen die gefälschte Sterbeurkunde. Der Anwalt sagt ihnen, dass sich der fragliche Betrag auf stolze 111.000 Pfund erhöht hat. Aus dem Fluss gerettet, wird der wieder aufgewachte Masterman von der Heilsarmee nach Hause zurückgebracht. Die Retter gehen von einem Selbstmordversuch aus. Julia hat derweil einen schmucken Sarg für den untoten Toten bestellt. Morris hingegen bestellt einen billigen Sarg, um sich der verstümmelten Leiche des „Bournemouth-Würgers“ zu entledigen. Der aber wird erneut an die falsche Adresse geliefert. Michael verkauft inzwischen das familieneigene Klavier, ohne zu wissen, dass sich der zwischenzeitlich dort zwischengelagerte falsche Onkel Joe noch darin befindet. Als die Leiche entdeckt wird, greift die Polizei ein.
Nun wird es richtig turbulent: Michael und Julia jagen Morris und John hinterher, die sich mutmaßlich mit dem Geld in einem Leichenwagen davonstehlen wollen. Dann treffen sie auf einen echten Trauerzug. Nach einem Unfall stellen Morris und John fest, dass sie statt des Geldes eine Leiche am Hals haben. Das Tontine-Geld ist bei den anderen Cousins. Es soll gerade vergraben werden, als die familiäre Konkurrenz es packen und davonlaufen will. Die Kiste springt auf und das Geld wird durch den Wind über den halben Friedhof verstreut. Joseph taucht gerade aus dem offenen Grab auf, als Masterman hinzukommt. Der über die Tontine-Gelder zu bestimmende Anwalt taucht auf, um zu sagen, dass die Tontine-Summe erst noch gewonnen werden müsse. Ein Polizeiinspektor erscheint, und Morris wird festgenommen. Die Polizei fragt, wer die Leiche in das Klavier gelegt hat, da für den flüchtigen Verbrecher – tot oder lebendig – eine Belohnung von 1000 Pfund ausgelobt wurde. Dies ist der Auslöser für einen neuen Streit innerhalb der geldgierigen Finsbury-Sippe.

## Produktionsnotizen

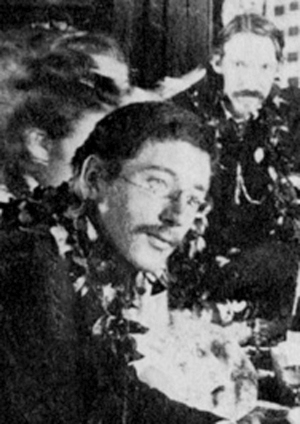
Die beiden Vorlageautoren Lloyd Osbourne und Robert Louis Stevenson zur Zeit der Buchveröffentlichung

Letzte Grüße von Onkel Joe entstand 1965 in den Pinewood Studios von Iver sowie mit Außenaufnahmen in Bath und Englefield Green. Der Film wurde am 27. Mai 1966 in London uraufgeführt. Die deutsche Erstaufführung fand am 3. Februar 1967 statt, die hiesige Fernsehpremiere war am 11. Januar 1975 im Abendprogramm der ARD.
Die Filmbauten schuf Ray Simm, die Kostüme entwarf Julie Harris. Für die deutsche Fassung übernahm Conrad von Molo Dialogregie nach eigenem Buch.
| Figur                   | Darsteller         | Deutscher Sprecher     |
| ----------------------- | ------------------ | ---------------------- |
| Masterman Finsbury      | John Mills         | Hans Hessling          |
| Joseph Finsbury         | Ralph Richardson   | Robert Klupp           |
| Michael Finsbury        | Michael Caine      | Eckart Dux             |
| Morris Finsbury         | Peter Cook         | Herbert Stass          |
| John Finsbury           | Dudley Moore       | Wolfgang Draeger       |
| Julia Finsbury          | Nanette Newman     | Marianne Prenzel       |
| Dr. Pratt               | Peter Sellers      | Klaus Miedel           |
| Detective               | Tony Hancock       | Alexander Welbat       |
| Oliver Pike Harmsworth  | Valentine Dyall    | Gerd Prager            |
| Peacock, der Butler     | Wilfrid Lawson     | Richard Handwerk       |
| Lawyer Patrience        | Thorley Walters    | Martin Hirthe          |
| Major Martha            | Cicely Courtneidge | Inge Wolffberg         |
| Bestatter               | Gerald Sim         | Gerd Duwner            |
| Dr. Slattery            | John Le Mesurier   | Joachim Nottke         |
| Mrs. Hackett            | Irene Handl        | Ursula Grabley         |
| Sydney Whitcombe Sykes  | James Villiers     | Peter Schiff           |
| Alan Frazer Scrope      | Nicholas Parsons   | Christian Brückner     |
| Militäroffizier         | Peter Graves       | Friedrich Schoenfelder |
| Geistlicher             | Norman Bird        | Franz Otto Krüger      |
| Anwalt                  | Hilton Edwards     | Alexander Welbat       |
| Derek Lloyd Peter Digby | Hamilton Dyce      | Erich Poremski         |
| James White Wragg       | Willoughby Goddard | Herbert Grünbaum       |
| Kutscher                | Michael Bird       | Edgar Ott              |
| Lokführer               | John Junkin        | Toni Herbert           |
| Mrs. Goodge             | Vanda Godsell      | Edith Schollwer        |
| Königin Victoria        | Avis Bunnage       | Ruth Scheerbarth       |

## Kritiken
Letzte Grüße von Onkel Joe erhielt ein sehr gutes Presseecho. So erfasst der US-amerikanische Aggregator Rotten Tomatoes 88 % wohlwollende Besprechungen und ordnet den Film dementsprechend als „Frisch“ ein.
Bosley Crowther schrieb in der New York Times: „Robert Louis Stevenson und Lloyd Osbourne müssen in ihren Gräbern rotieren, sich vor Erstaunen und Gelächter biegen und zwar darüber, was ein Haufen britischer Schauspieler getan hat, um ihre humorvolle Geschichte The Wrong Box in einen ausgefallenen Film zu verwandeln. Was diese respektablen Schauspieler, die unter der Leitung von Bryan Forbes auftraten, getan haben, ist diese viktorianische Fabel vom Kampf einer Familie um ein Erbe in eine Farce zu verwandeln, die so fantastisch und explosiv ist, dass sie praktisch direkt aus der Leinwand herausspringt. […] Das Beste an der Clownerie ist vielleicht das Bisschen, was Mr. Sellers als betrunkenes, geistesabwesendes Stehaufmännchen macht, der dumm und ein wenig traurig zwischen seinen Katzen herumtollt. Aber Mr. Richardson ist großartig als gelehrter Scharlatan, und Mr. Mills und Mr. Lawson sind das Kapital als kauzige, alte Gauner. Sicher, der ganze Irrsinn wird willkürlich in dem Drehbuch zusammengewürfelt … Einige Abschnitte und Stücke sind lustiger als andere. Einige wirken bemüht und sind blöd.“
Hal Erickson wiederum fand, „The Wrong Box […] ist eine entzückende Reminiszenz an die glorreichen Tage der britischen Ealing-Komödien. Wir waren so in die Geschichte vertieft, dass wir die vielen Fernsehantennen, die über den Dächern des viktorianischen London emporragten, nicht einmal bemerkten.“
Der Movie & Video Guide sah den Film als eine „verrückte schwarze Komödie“ an, während Halliwell‘s Film Guide fand, dass zwar der „stargespickte Film gute Absichten“ besäße, jedoch „das ausgezeichnete zeitgenössische Drumherum wie auch die vereinzelten Witze den Handlungsablauf vollkommen erdrücken“ würden.

„Originelle und amüsante, gelegentlich allzu schwarz-makaber geratene Kriminalkomödie typisch angelsächsischer Prägung, die von amüsant gezeichneten skurrilen Typen lebt, der es aber ein wenig an Schwung mangelt.“

Eine weitere deutsche Kritik schrieb: „The Wrong Box ist ein ungemein satirischer Blick in die Seele der britischen Gesellschaft, vollgepackt mit Szenen und Dialogen, in denen sich die zeitlosen Spleens der britischen Mentalität manifestieren – noch vor Monty Python’s Flying Circus. Großartig sind die schüchternen Zusammenkünfte, in denen Nanette Newman und Michael Caine die aus heutiger Sicht bizarre Prüderie des viktorianischen Zeitalters parodieren. […] Und das turbulente Finale ist ein morbider Sargschabernack mit einem Pferdekutschenrennen zum Friedhof.“